# Alejandro Madrazo Lajous
Alejandro Madrazo Lajous (Ciudad de México, 1977) estudió la carrera de Derecho en la Facultad de Derecho de la Universidad Nacional Autónoma de México (UNAM)[cita requerida]  y en el Instituto Tecnológico Autónomo de México (ITAM), recibiéndose de este último con mención honorífica.[cita requerida]  Posteriormente obtuvo la maestría y el doctorado, ambos en Derecho, por la Universidad de Yale, EU. Es Profesor-Investigador de Tiempo Completo en el CIDE Región Centro. Miembro del Sistema Nacional de Investigadores, Nivel II. Ha publicado en revistas especializadas en México y el extranjero sobre la enseñanza del derecho, la historia del pensamiento jurídico, la libertad de expresión, la justicia electoral, los derechos sexuales y reproductivos, el control del tabaco y la regulación de drogas. Desde el 1 de agosto de 2020 es director de la sede Región Centro del CIDE.

## Biografía
Nació en Ciudad de México, 1977, hijo de Ignacio Madrazo Reynoso (asistente del Secretario de Hacienda en 1982) y Luz Lajous Vargas (diputada federal en diversas ocasiones). Alejandro Madrazo estudió Derecho en la Universidad Nacional Autónoma de México pero, debido a la huelga de la UNAM 1999-2000, concluyó sus estudios en el Instituto Tecnológico Autónomo de México (ITAM). Obtuvo el grado de Maestro y Doctor en Derecho en la Escuela de Derecho de la Universidad de Yale, Estados Unidos.
Ha sido profesor de la Facultad de Derecho (Universidad Nacional Autónoma de México), de la División de Estudios Jurídicos del CIDE y de la Escuela de Derecho de la Universidad de Georgetown (Estados Unidos). Ha publicado en México y Estados Unidos sobre temas jurídicos que van desde historia del derecho, la libertad de expresión, el género y la sexualidad, la regulación de sustancias, hasta narcotráfico y política de drogas.
Ha dirigido varios litigios de interés público entre los que destacan el litigio en contra de la Ley Televisa (en la Acción de Inconstitucionalidad 26/2006),[cita requerida]  a favor del derecho a decidir en el Distrito Federal, como parte del equipo jurídico que representó a la Asamblea Legislativa del Distrito Federal en la Acción de Inconstitucionalidad 146/2007 y su acumulada 147/2007 y, junto con la Clínica de Interés Público del CIDE, representando también a la Asamblea Legislativa del Distrito Federal, defendiendo el matrimonio entre personas del mismo sexo (en la Acción de Inconstitucionalidad 2/2010 resuelta por la Suprema Corte de Justicia de la Nación).
Madrazo Lajous es el coordinador y fundador del Programa de Política de Drogas del Centro de Investigación y Docencia Económicas en el que se desarrolla investigación original, orientada a políticas públicas sobre las dimensiones sociales, institucionales y políticas del uso de drogas y la política de drogas.
Además, ha participado en varios proyectos de investigación entre los que destacan: Undue tobacco industry interference in tobacco policies in Mexico junto con Ángela Guerrero-Alcántara (un proyecto que buscó identificar las principales estrategias de las que se vale la industria tabacalera para bloquear, debilitar y/o inhibir la adopción e implementación de las políticas de control de tabaco); una propuesta legislativa para regular el alcohol en el Estado de México;[cita requerida]  un análisis de la política pública en materia de drogas en México;[cita requerida]  y el Observatorio de implementación legal de políticas de control de tabaco (que busca vigilar la aplicación de las políticas de control de tabaco en México) entre otros.[cita requerida]
En 2016 público el libro "Revelación y Creación" ,  el cual evalúa la impartición de justicia y la dogmática jurídica en México.

## Obra
Entre sus trabajos publicados más recientes se encuentran:
- Alejandro Madrazo Lajous, Libertad de expresión y equidad. La reforma electoral de 2007 ante el Tribunal Electoral Archivado el 5 de agosto de 2012 en Wayback Machine., TEPJF, México, 2007.
- Alejandro Madrazo Lajous & José Luis Zambrano Porras, “La ley Televisa ante la Suprema Corte”, Isonomía, núm. 26, abril de 2007.
- Alejandro Madrazo, “From Revelation to Creation: The Origins of Text and Doctrine in the Civil Law Tradition”, Mexican Law Review, Instituto de Investigaciones Jurídicas, UNAM, 2008, vol. I, núm. 1.
- Alejandro Madrazo, “La brecha ontológica de la dogmática jurídica”, Ciencia jurídica y constitución. Homenaje a Rolando Tamayo y Salmorán, Porrúa-Facultad de Derecho-UNAM, México, 2008.
- Alejandro Madrazo Lajous, Los límites a la libertad de expresión Archivado el 5 de agosto de 2012 en Wayback Machine., TEPJF, México, 2008.
- Alejandro Madrazo, “The evolution of Mexico City’s abortion laws: From public morality to women’s autonomy”, International Journal of Gynecology & Obstetrics, 2009, vol. 103/3.
- Alejandro Madrazo, “La interrupción del embarazo: su dimensión constitucional”, Foro sobre la despenalización del aborto: Respuesta social frente a las controversias constitucionales, Javier Flores (ed.), La Jornada-CIICHUNAM, 2009.
- Alejandro Madrazo, “El derecho a decidir o derecho a la procreación”, Derecho y sexualidad, (SELA 2009) Libraria, 2010.
- Alejandro Madrazo, "Human Rights as a Tool for Tobacco Control in Latin America 2010 Archivado el 29 de octubre de 2013 en Wayback Machine.", Salud Pública de México, vol. 52/2010, Suplemento 4.
- Alejandro Madrazo & Estefanía Vela, The Mexican Supreme Court’s (Sexual) Revolution?, Texas Law Review, EU, 0, vol. 89, no. 7.
- Alejandro Madrazo Lajous, “Libertad de expresión y género”, Debates constitucionales sobre derechos humanos de las mujeres, Juan A. Cruz Parcero y Rodolfo Vázquez (coords), Suprema Corte de Justicia de la Nación/Fontamara, México, 2010, pp. 103-131.
- Alejandro Madrazo Lajous, "Biocolonialismo", SELA 2011: El Constitucionalismo en transición, Libraria, Argentina, pp. 181-209.
- Alejandro Madrazo Lajous, "El formalismo: desde el derecho privado", Teoría y crítica del derecho civil y comercial, Martin Hevia (ed.), Fontamara, 2012.
- Alejandro Madrazo y Angela Guerrero, Estrategias de la industria tabacalera en México para interferir en las políticas de control del tabaco Salud Pública de México, 54/2012, sup. 3, p. 315-322.

- Alejandro Madrazo Lajous, Criminales y enemigos? El narcotraficante mexicano en el discurso oficial y en el narcocorrido, 2013, Libraria Ediciones, VIOLENCIA, LEGITIMIDAD Y ORDEN PÚBLICO , Buenos Aires, Argentina .